# Cappella nella Casa dello Studente A. Zanussi
La cappella nella Casa dello Studente A. Zanussi si trova in via Concordia n.7 Pordenone.

## Storia
Il progetto è di Glauco Gresleri e Silvano Varnier del 1969; è stato commissionato dalla Casa dello Studente e finanziato dall'industriale Lino Zanussi.
L'architettura fa parte di un ampio contributo del duo di architetti nella qualifica del moderno della città di Pordenone. Oltre a questa nel decennio tra il 1969 e il 1979 essi progettarono anche Residenze del 1969; Industria ceramica Galvani e Centro commerciale del 1970; Scuola superiore Mattiussi del 1971; Casa plurifamiliare del 1971; Chiesa di S. Francesco del 1972; Piscina Comunale del 1977; Quartiere S. Vito I.A.C.P. del 1978.
L'insieme di queste opere si evolve contemporaneamente sui molteplici campi tipologici raccogliendo le commesse da privati, dalla amministrazione pubblica e da enti religiosi.
La cappella nella Casa dello Studente A. Zanussi è stata oggetto di numerose pubblicazioni, in modo particolare del monaco benedettino belga Frédéric Debuyst, rinomato esperto del rapporto tra liturgia ed architettura nella contemporaneità.
Tra il 1981 ed il 1986 l'opera è stata presentata nella mostra internazionale Gresleri-Varnier: Costruire l’architettura che ha toccato le città di Innsbruck 1981, Graz 1982, Monaco di Baviera 1982, Vienna 1982, Villa Reale di Monza e Galleria Sagittaria di Pordenone 1983, Losanna 1984, Amsterdam 1985, Bruxelles 1985, Lexington (Kentucky) 1986, Albuquerque 1986.
Nel 2015 la cappella è stata pubblicata con propria scheda descrittiva, assieme ad altre nove opere di Gresleri, negli Annali della Accademia dei Virtuosi al Pantheon con un saggio di accompagnamento.

## Descrizione
Ricavata in un locale inutilizzato al piano seminterrato della Casa dello Studente di Pordenone, la cappella è stata voluta dal responsabile della casa don Luciano Padovese. 
L’accesso alla cappella è stato organizzato sia dall’interno della Casa che dall’esterno attraverso due distinti ambiti di filtro d’impianto pressoché quadrato. E tra i due ambiti si apre la cappella che è ribassata di un gradino nell'area di altare e sedute.
Questa marcatura del luogo di raccoglimento vero e proprio è supportato anche da altre caratterizzazioni:
-  la luce, che è condotta all’interno da fessure sottilissime per negare il rapporto visivo con l’esterno;
-  l’astrazione dei colori: il bianco brillante delle pareti ed il nero della moquette di pelo di capra e cinghiale, il cui contrasto è appena ammorbidito dal colore naturale del legno di massello di altare e panca;
- e la panca, che costituita da un unico elemento a ferro di cavallo attorno all’altare obbliga i partecipanti ad una distanza così prossima alla funzione sacramentale da accentuarne l'effetto partecipativo.